# Promenade des Anglais
La Promenade des Anglais (in francese passeggiata degli inglesi) è una passeggiata che costeggia il lungomare della baia degli Angeli (baie des Anges) a Nizza, sulla Costa Azzurra, in Francia.

## Storia
All'inizio del XIX secolo vi era un piccolo sentiero in terra battuta e pietre, largo un paio di metri, chiamato "Cammino degli Inglesi" (in dialetto nizzardo: Camin deis Anglés), che collegava la riva destra del fiume Paglione al sobborgo della Croce di Marmo (Croix de Marbre). Il sentiero prendeva il nome dal fatto che era stato realizzato dalla comunità britannica che trascorreva l'inverno in città e fu finanziato dal reverendo Lewis Way.
Il documento nº 107 allegato al piano regolatore predisposto dall'agenzia urbanistica del Consiglio d'Ornato (lettere patenti del 26 maggio 1832) prevedeva un percorso sul bordo del mare, dalla foce del Paglione fino a valle del torrente Magnan. Il litorale fu messo a libera disposizione della municipalità con la regia patente del 5 maggio 1835 firmata dal re Carlo Alberto di Savoia. Il 29 aprile 1836 il consiglio municipale approvò il progetto presentato dall'architetto comunale Antoine (Antonio) Scoffier, che disegnò il tracciato già presente nel 1830, con un'estensione e uno schema tuttora presenti nell'attuale lungomare. Nel 1844 furono finanziati i primi lavori che completarono il primo tratto dall'angolo sud-est della foce del Paglione fino al quartiere San Filippo, sopraelevato di 5 metri rispetto al livello del mare. Il progetto ne prevedeva una larghezza di 23 metri, ma ne furono realizzati solo 12 metri.
Negli anni 1854-1856 la strada prese il nome di Promenade des Anglais e fu prolungata fino al torrente Magnan come da progetto dell'architetto François Aune. Vi si realizzarono importanti lavori che portarono all'allargamento della strada di ulteriori 11 metri, in modo da formare un percorso con una doppia fila di alberi. Dopo l'annessione alla Francia del 1860, il lungomare fu poi prolungato fino ai quartieri di Sant'Elena (Sainte-Hélène) nel 1878, di Carras nel 1882 e successivamente fino al fiume Var nel 1903.
Il 13 aprile 1902 Léon Serpollet conquistò il record di velocità terrestre a bordo del suo veicolo "Œuf de Pâques" (Uovo di Pasqua) con motore a vapore, percorrendo la Promedade alla velocità di 120,8 km/h.
Le ville e i giardini presenti lungo il percorso furono gradualmente distrutti e vennero sostituiti da palazzi e alberghi di lusso, casinò ed edifici residenziali. Il traffico crebbe e cominciò a causare problemi già nel 1920, tanto che l'amministrazione comunale iniziò ulteriori lavori tra l'Opera e viale Gambetta nel 1929-1931 realizzando l'attuale vista del lungomare. L'allargamento proseguì tra viale Gambetta e viale Ferber nel 1949-1953..
Il lungomare è ora congestionato dalla circolazione stradale e in alcuni punti forma una grande arteria urbana con due corsie per senso di marcia.

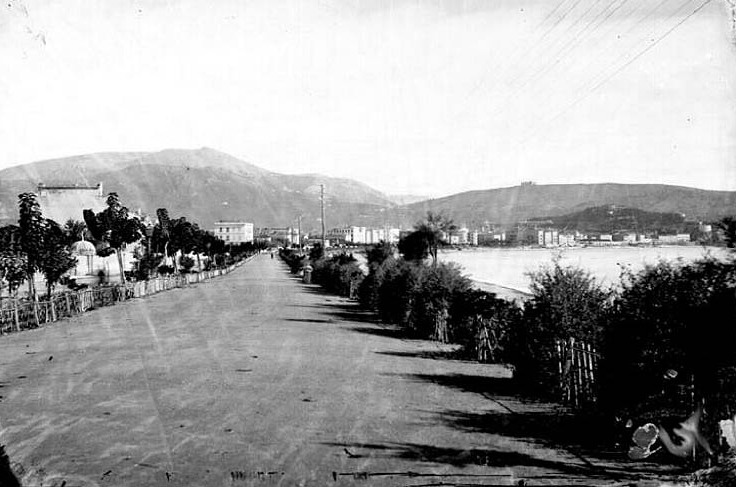
Il lungomare dopo il torrente Magnan nel 1863.
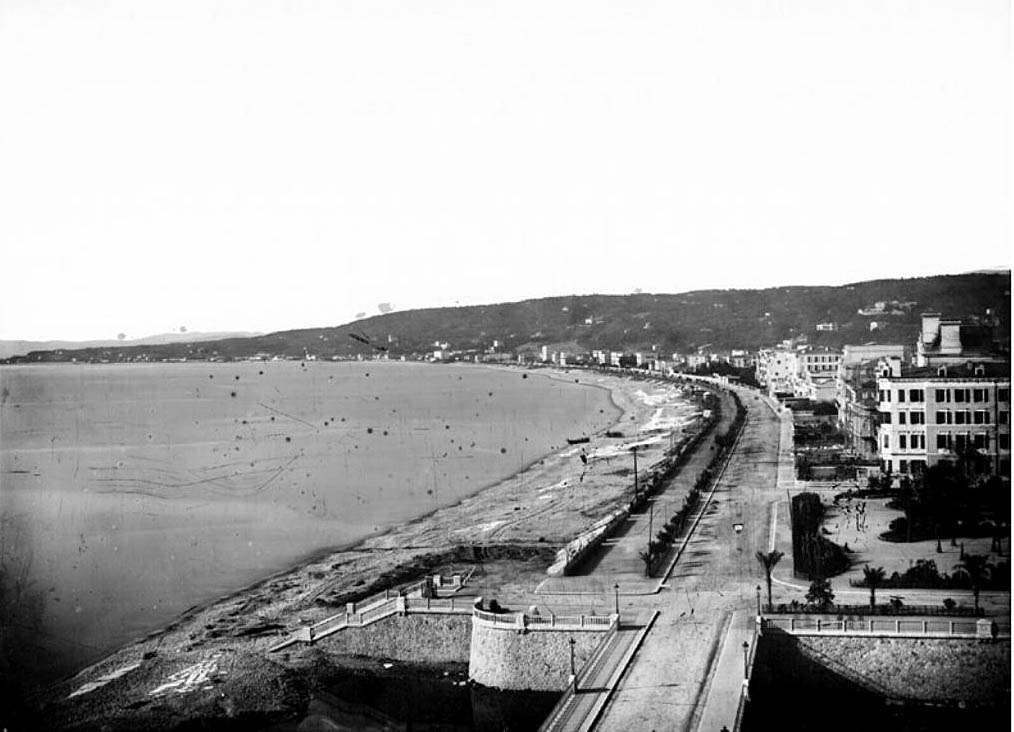
L'inizio del lungomare nel 1865.
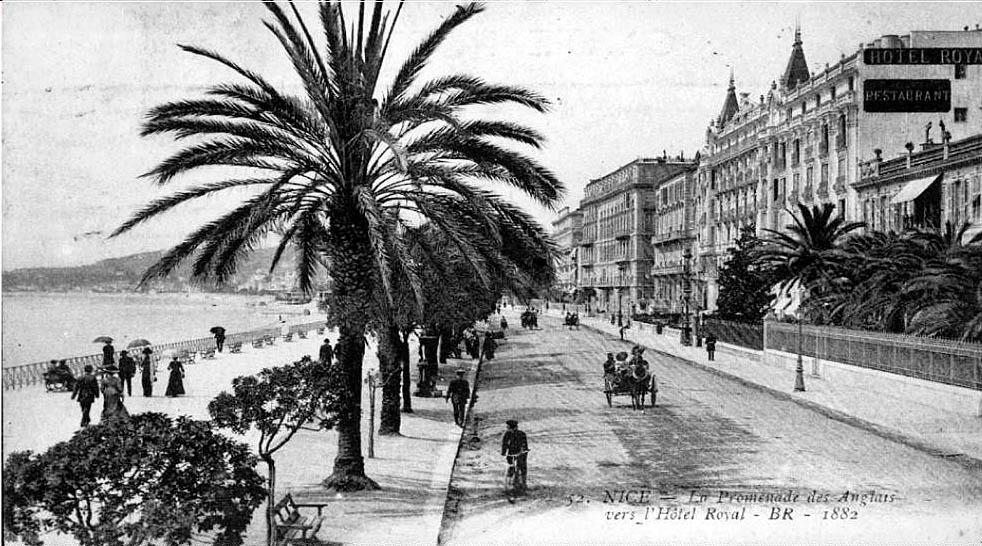
Il lungomare nel 1882.
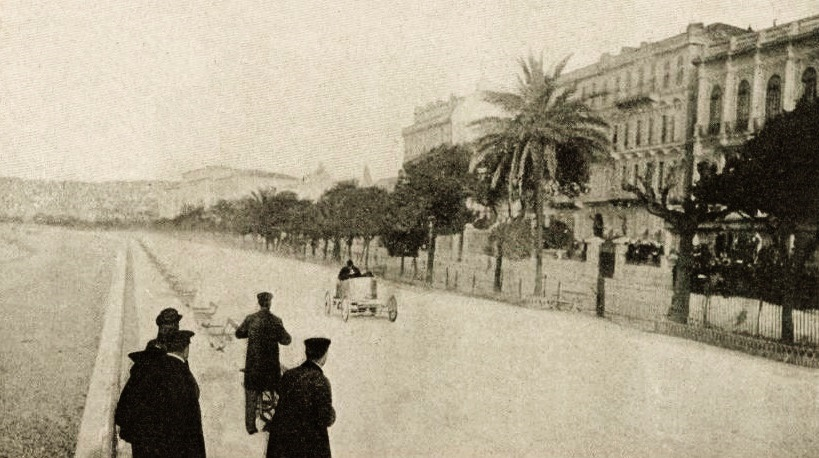
Léon Serpollet vincitore della gara del chilometro lanciato nell'aprile 1903 (130 km/h).
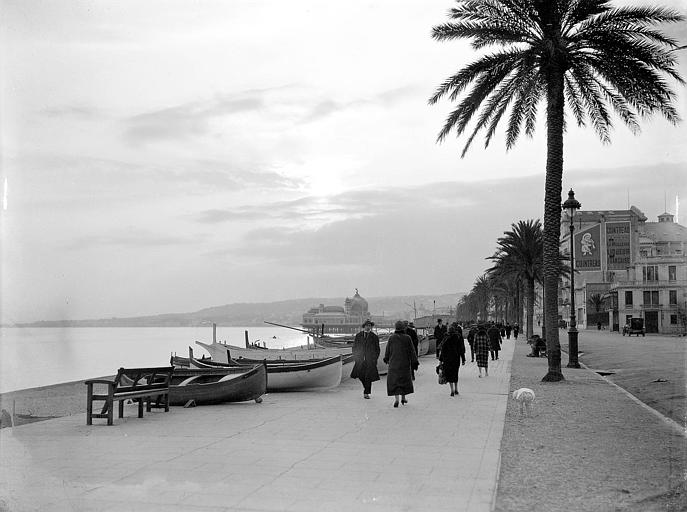
La Promenade verso il 1925.

## L'attuale lungomare

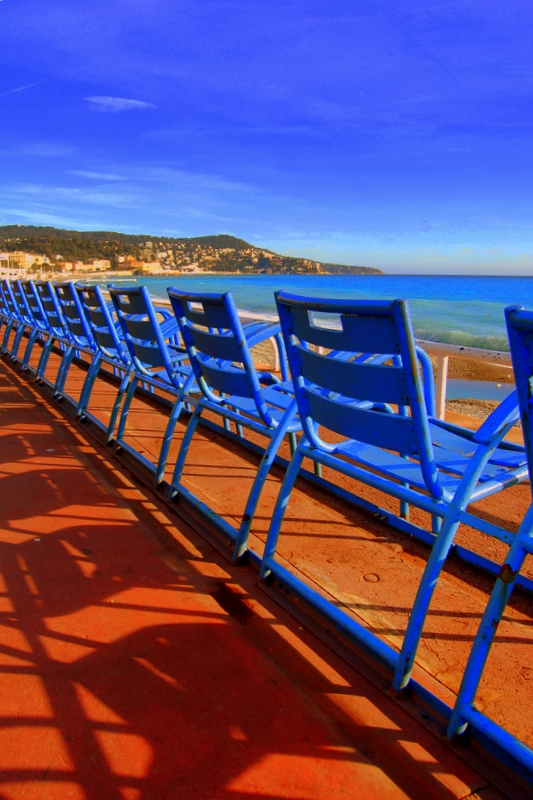
Le tipiche sedie blu della Promenade

La Promenade, spesso abbreviata in Prom’, è oggi una delle attrazioni panoramiche più conosciute di Nizza ed è stata dichiarata come area di valorizzazione dell'architettura e del patrimonio dall'amministrazione comunale, che ne ha anche richiesto la candidatura a patrimonio dell'umanità.
Grazie alla lieve brezza marina quasi costante, il lungomare è un luogo di incontro, anche per gli amanti del pattinaggio e del jogging. Sulla parte meridionale è stata tracciata una pista ciclabile, che permette di attraversare velocemente la città in bicicletta da est ad ovest.
Oltre che per le importanti manifestazioni che vi si svolgono, tra cui, fino al 2016, il Carnevale di Nizza e le battaglie dei fiori, il lungomare è rinomato per le sue "sedie blu" (chaises bleues, un simbolo di Nizza) e i suoi pergolati, ideali per un farniente tipicamente mediterraneo e per la contemplazione della Baia degli Angeli.
Dal 1988 sul lungomare è posizionato il traguardo della corsa ciclistica a tappe Parigi-Nizza. Il lungomare di Nizza è stato utilizzato anche come percorso per la tappa a cronometro del Tour de France del 2 luglio 2013.

## Attentato del 14 luglio 2016
Nella notte tra il 14 e il 15 luglio 2016, la Promenade des Anglais è stata colpita da un attentato che ha provocato 86 vittime (di cui una decina sono bambini) e più di 200 feriti. L'attacco terroristico è stato attuato durante la notte dei festeggiamenti per la presa della Bastiglia verso le 22:30 mentre sul lungomare si teneva uno spettacolo pirotecnico. Un camion è riuscito ad entrare sul lungomare ad una velocità di circa 80 km/h facendo movimenti a zig zag in mezzo alla folla per uccidere più civili possibili, mentre lo stesso conducente sparava sui civili con un fucile d'assalto. Il carnefice, un uomo franco-tunisino di 31 anni, è stato ucciso in seguito dalla Gendarmeria. Si sospetta che l'attentato sia stato effettuato sotto l'ordine dello Stato Islamico.

## Pianificazione

### Viabilità
La Promenade des Anglais si divide in due carreggiate, chiamati "carreggiata nord" (voie nord, che si trova dal lato della città e con direzione verso ovest) e la carreggiata sud (voie sud, a lato del mare in direzione est).
La carreggiata nord dispone per la quasi totalità della sua lunghezza di tre corsie, tranne nei pressi dell'aeroporto dove ci sono 4 corsie.
La carreggiata sud, che è stata ammodernata nel 2007-2008, dispone anch'essa di 3 corsie di marcia (in pochi punti anche 4 corsie). I parcheggi sono disposti nel tratto centrale e in loco è stata tracciata una pista ciclabile dall'aeroporto fino alla Fondazione Lenval. Prima del 2007 la strada era una vera e propria superstrada lungo il mare, con 6 corsie nei pressi dell'aeroporto, 5 corsie tra Haliotis e l'ospedale Lenval, 4 corsie dal Lenval fino ai viali Grosso e Gambetta e 3 corsie fino al termine della banchina degli Stati Uniti d'America.

### Urbanistica
Questo enorme viale è un'opera architettonica speciale, con un rivestimento di colore marroncino, chioschi e pergolati posti lungo gli 8 km di spiaggia.
Anche i lampioni hanno caratteristiche uniche, perché oltre ad illuminare la strada e la passeggiata, servono anche come fari di avvicinamento degli aeromobili che giungono da ovest e, dopo una curva, devono allinearsi con le piste rispettando il percorso di luce in modo da non sorvolare la città.
Durante il giorno e alla sera è possibile osservare, seduti sulle sedie blu, gli aerei che volano a bassa quota sul mare.

### Edifici
Gli edifici si trovano nel lato nord del lungomare inizialmente erano numerati con numeri progressivi, anziché con i soli numeri dispari come avviene oggi.
I principali edifici che si trovano sulla Promenade sono l'Hôtel Negresco, l'Opera, l'École des hautes études commerciales.

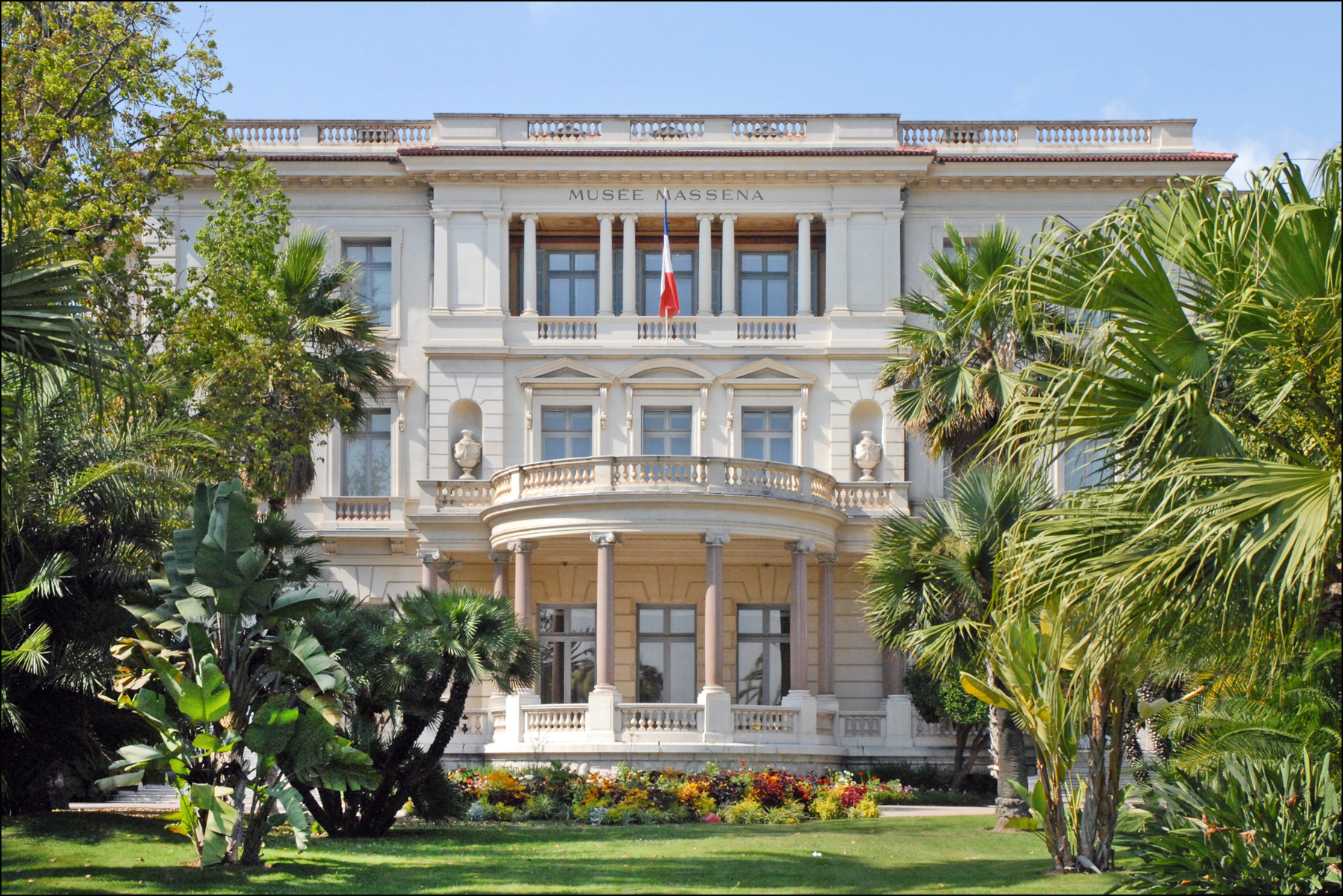
Museo Massena
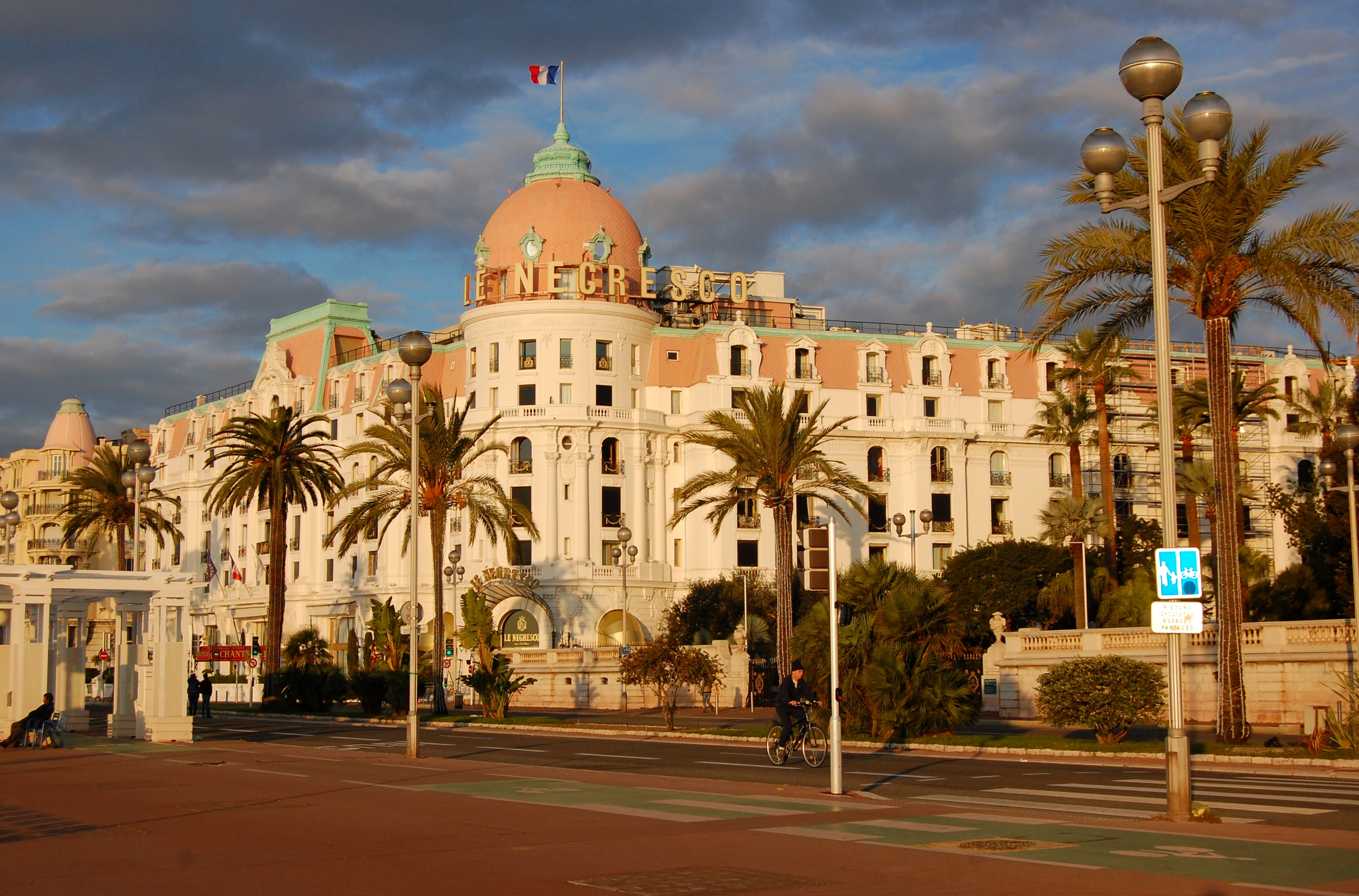
Hôtel Negresco
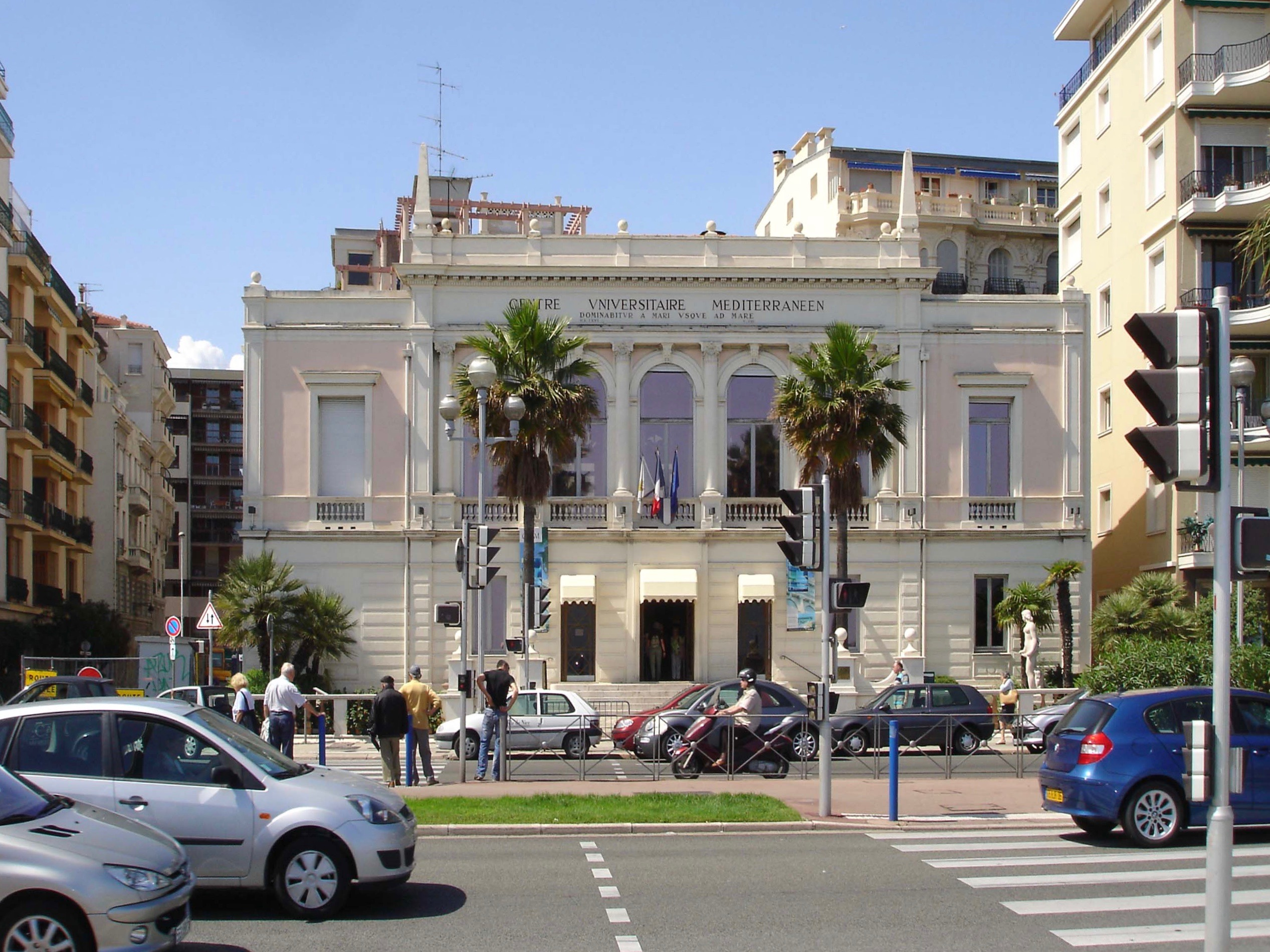
Centre Universitaire Méditerranéen